# Финеас и Ферб филм: Кендис против универзума
Финеас и Ферб филм: Кендис против универзума (енгл. Phineas and Ferb the Movie: Candace Against the Universe) је амерички анимирани авантуристичко-хумористички филм базиран на анимираној телевизијској серији Финеас и Ферб канала Disney Channel. Представља други дугометражни филм базиран на серији Финеас и Ферб и самостални наставак филма Финеас и Ферб филм: Широм друге димензије. Догађаји филма се дешавају пре финалне епизоде серије и догађаја из спин-оф наставак серије Мајло Марфијев закон.
Филм Финеас и Ферб филм: Кендис против универзума изашао је 28. августа 2020. године на стриминг услузи Disney+. Филм је ће бити приказан у Србији највероватније 2021. године када би услуга била покренута у Србији.

## Радња
Финеас и Ферб путују широм свемира како би спасили њихову сестру Кендис, коју су киднаповали ванземањци и која је нашла утопију на далекој планети, слободна од своје несносне браће.